# Каазіку (Ляене-Ніґула)
Ка́азіку (ест. Kaasiku küla) — село в Естонії, у волості Ляене-Ніґула повіту Ляенемаа.

## Населення
Чисельність населення на 31 грудня 2011 року становила 33 особи.

## Географія
Через село проходить автошлях 16160 (Палівере — Оонґа). Від населеного пункту починається дорога 16158 (Каасіку — Лійві).

## Історія
До 21 жовтня 2017 року село входило до складу волості Мартна.